# 浅沼和典
浅沼 和典（あさぬま かずのり、1928年10月17日 - 2010年6月13日）は、日本の政治学者。

## 人物・来歴
岡山県出身。旧制関西中学校を経て、早稲田大学大学院政治学研究科修士課程修了。拓殖大学教授、明治大学政治経済学部教授。94年退職。

## 著書
- 『現代政治学 政治学原理序説』早稲田大学出版部, 1970
- 『ハリントン物語 17世紀共和主義者の数奇な生涯』人間の科学社, 1996.4
- 『近代共和主義の源流 ジェイムズ・ハリントンの生涯と思想』人間の科学新社, 2001.5

### 共著編
- 『現代政治学の解明』河原宏,中込道夫共著. 理論社, 1967
- 『政治と人間 統合と参加』編, 日下喜一[等]著. 福村出版, 1975
- 『ファシズムの現在』河原宏,柴田敏夫共編. 新評論, 1980.7
- 『比較ファシズム研究』河原宏、柴田敏夫共編 成文堂, 1982.1

### 翻訳
- エルンスト・カッシーラー『国家 その神話』河原宏, 秋元律郎共訳. 理想社, 1957
- C.ブリントン『近代精神の形成』河原宏共訳. 早稲田大学出版部, 1960
- R.N.バーキー『社会主義 イデオロギーと現実』 (政治理論叢書) 早稲田大学出版部, 1985.11

## 論文
- <浅沼和典